# Кокошка у клубу: избор из савремене чешке женске приче
Кокошка у клубу: избор из савремене чешке женске приче је књига прича, чешких савремених књижевница, коју је превела и приредила Славица Маринковић, објављена 1994. године у издању "Просвете" из Београда.

## О књизи
У поговору под насловом Уз овај избор приређивач и преводилац Славица Маринковић је истакла да се за избор женске прозе определила из личних афинитета, али и због чињенице да се у многим земљама последњих година врше поновна ишчитавања и тумачења књижевности коју су писале жене. 

## Заступљене ауторке прича
Књига је избор прича савремених шест чешких ауторки:
1. Еда Крисеова (чеш. Eda Kriseová) је рођена 1940. године. Филозофски факултет је завршила у Прагу. Као новинарка је пропутовала цео свет, а 1966. године је за своје репортаже и награђена. Крајем шездесетих година посветила се књижевном раду.
2. Ленка Прохаскова (чеш. Lenka Prohaskova) је рођена 1951. године. Ћерка је књижевника Јана Прохаске. Један период је објављивала под псеудонимом.
3. Вјера Линхартова (чеш. Vjera Linhartova) је рођена 1938. године. Историју уметности и естетику је студирала на Универзитету у Брно, а потом у Прагу. Године 1968. се преселила у Париз, где је објављивала есеје, студије и критике на теме из модерног сликарства.
4. Тереза Боучкова (чеш. Tereza Boučková) је рођена 1957. године као трећа ћерка писца и драматурга Павла Кохута и његове друге жене Ане Кохоутове. Писала је романе, фељтоне, позоришне и филмске сценарије.
5. Здена Саливарова (чеш. Zdena Salivarová) је рођена 1933. године. Писала је прозу, сценарије и бавила се превођењем. КАријеру је започела као певачица и глумица. Са мужем Јозефом Шкворецким емигрирала је у САД 1969. године, а потом у Канаду.
6. Јиндришка Сметанова (чеш. Jindriška Smetanová, 1923—2012), њижевница и публицисткиња, ауторка сценарија за многе филмове и ТВ драме.